# Дружба (зупинний пункт, Південно-Західна залізниця)
Дру́жба — залізничний зупинний пункт Коростенської дирекції Південно-Західної залізниці.
Розташований на півночі міста Звягель (місцевість Ржадківка, Дружба) Звягельського району Житомирської області на лінії Коростень — Звягель I між станціями Вершниця (6 км) та Звягель I (4 км).
Станом на лютий 2020 року щодня чотири пари електропотягів прямують за напрямком Коростень — Шепетівка/Звягель.